# Shota Fukuoka
Shota Fukuoka (født 24. oktober 1995) er en japansk fodboldspiller, som spiller for den japanske fodboldklub Tokushima Vortis.